# Supergiant Fast X-ray Transient
Supergiant Fast X-ray Transients sind eine Klasse von Röntgendoppelsternen mit einem Überriesen als Begleiter eines kompakten akkretierenden Sterns. Sie zeigen Röntgenleuchtkräfte im Ausbruch von 1036 bis 1037 erg/s und lange Phasen von geringer Aktivität. Obwohl sich die beobachteten Eigenschaften bezüglich des Begleitsterns, der Rotationsperiode und der Umlaufdauer des akkretierenden Neutronensterns nicht von anderen Röntgendoppelsternen mit hoher Masse unterscheiden, sind die Supergiant Fast X-ray Transients (kurz SFXT) temporäre Objekte am Röntgenhimmel, während die normalen Röntgendoppelsterne hoher Masse permanente Quellen sind.

## Eigenschaften
Supergiant Fast X-ray Transients sind zunächst von Röntgensatelliten entdeckt worden, die auf der Suche nach Gamma Ray Bursts den Himmel überwachen und sich schnell auf ausbrechende Objekte ausrichten. Die Ausbrüche dauern 100 bis 10.000 Sekunden und sind zu kurz und zu selten, um bei Durchmusterungen entdeckt zu werden. Der Duty-Cycle, die Dauer von Ausbrüchen zur Ruhephase, beträgt bei allen SFXTs weniger als fünf Prozent. Die Ausbrüche wiederholen sich bei einigen SFXTs quasiperiodisch mit der Umlaufdauer des Neutronensterns um den frühen Überriesen und sind bei anderen SFXTs völlig unregelmäßig. Eine Eigenschaft der Supergiant Fast X-ray Transients ist, dass viele Mitglieder dieser Klasse eine Ansammlung von vielen kurzen Flares zeigen, die dann von einer langen Phase geringer Aktivität abgelöst werden. Die Ausbrüche werden durch Akkretionsereignisse ausgelöst, wenn der rotierende magnetische Neutronenstern mehr Materie aus dem Sternwind des OB-Sterns aufnimmt. Die Umlaufdauer der Sterne um den gemeinsamen Schwerpunkt liegt zwischen drei und einigen hundert Tagen. In den Ruhephasen beträgt die Röntgenleuchtkraft um die 1032 erg/s. Das Röntgenspektrum ist hart und zeigt häufig Anzeichen für Absorption im Bereich der weichen Röntgenstrahlung.
Die charakteristischen Ausbrüche der Supergiant Fast X-ray Transients werden entweder auf Inhomogenitäten im Sternwind des OB-Überriesen zurückgeführt oder es besteht ein Gate-Mechanismus, der den Zufluss von Materie in die Akkretionsscheibe oder auf den Neutronenstern kontrolliert.

## Beispiele
- IGR J16479–4514
- IGR J11215–5952
- SAX J1818.6–1703
- XTE J1739–302